# Llista de municipis del districte de Trenčín
Llista de tots els municipis del districte de Trenčín de la regió de Trenčín.
Informació actualitzada per un bot. Els canvis manuals es perdran quan s'actualitzi!
| Escut | Municipi              | Població | Superfície km² | Densitat | Altitud | Codi postal                          | Codi territorial | Dades a Wikidata              |
| ----- | --------------------- | -------- | -------------- | -------- | ------- | ------------------------------------ | ---------------- | ----------------------------- |
|       | Adamovské Kochanovce  | 881      | 9,7            | 91,18    | 210     | 913 05 (pošta Melčice-Lieskové)      | SK0229505838     | Modifica les dades a Wikidata |
|       | Bobot                 | 719      | 16,1           | 44,72    | 241     | 913 25                               | SK0229505854     | Modifica les dades a Wikidata |
|       | Chocholná-Velčice     | 1.666    | 27,9           | 59,72    | 220     | 913 04                               | SK0229506087     | Modifica les dades a Wikidata |
|       | Dolná Poruba          | 794      | 22,7           | 35       | 429     | 914 43 (pošta Omšenie)               | SK0229505935     | Modifica les dades a Wikidata |
|       | Dolná Súča            | 3.050    | 26,3           | 115,88   | 285     | 913 32                               | SK0229505943     | Modifica les dades a Wikidata |
|       | Drietoma              | 2.187    | 35,8           | 61,03    | 242     | 913 03                               | SK0229505960     | Modifica les dades a Wikidata |
|       | Dubodiel              | 1.031    | 20,2           | 51,06    | 326     | 913 23                               | SK0229505978     | Modifica les dades a Wikidata |
|       | Horná Súča            | 3.281    | 53,8           | 60,96    | 315     | 913 33                               | SK0229506010     | Modifica les dades a Wikidata |
|       | Horné Srnie           | 2.679    | 27,3           | 98,29    | 242     | 914 42                               | SK0229506036     | Modifica les dades a Wikidata |
|       | Horňany               | 427      | 6,7            | 63,66    | 222     | 913 24 (pošta Svinná)                | SK0229506028     | Modifica les dades a Wikidata |
|       | Hrabovka              | 439      | 4,3            | 102,22   | 315     | 913 32 (pošta Dolná Súča)            | SK0229506044     | Modifica les dades a Wikidata |
|       | Ivanovce              | 1.084    | 15,1           | 71,9     | 197     | 913 05 (pošta Melčice-Lieskové)      | SK0229506095     | Modifica les dades a Wikidata |
|       | Kostolná-Záriečie     | 671      | 3,7            | 183,01   | 211     | 913 04 (pošta Chocholná-Velčice)     | SK0229506133     | Modifica les dades a Wikidata |
|       | Krivosúd-Bodovka      | 346      | 8,1            | 42,81    | 213     | 913 11 (pošta Trenčianske Stankovce) | SK0229506168     | Modifica les dades a Wikidata |
|       | Melčice-Lieskové      | 1.713    | 21,6           | 79,4     | 204     | 913 05                               | SK0229545686     | Modifica les dades a Wikidata |
|       | Mníchova Lehota       | 1.217    | 16,6           | 73,24    | 255     | 913 21 (pošta Trenčianska Turná)     | SK0229506231     | Modifica les dades a Wikidata |
|       | Motešice              | 779      | 17,4           | 44,79    | 291     | 913 26                               | SK0229506273     | Modifica les dades a Wikidata |
|       | Nemšová               | 6.172    | 33,4           | 184,55   | 245     | 914 41                               | SK0229506281     | Modifica les dades a Wikidata |
|       | Neporadza             | 802      | 14,2           | 56,43    | 286     | 913 26 (pošta Motešice)              | SK0229506290     | Modifica les dades a Wikidata |
|       | Omšenie               | 1.816    | 24,4           | 74,55    | 325     | 914 43                               | SK0229506354     | Modifica les dades a Wikidata |
|       | Opatovce              | 433      | 2,9            | 149,42   | 199     | 913 11 (pošta Trenčianske Stankovce) | SK0229506371     | Modifica les dades a Wikidata |
|       | Petrova Lehota        | 192      | 8,1            | 23,8     | 402     | 913 26 (pošta Motešice)              | SK0229581348     | Modifica les dades a Wikidata |
|       | Selec                 | 1.007    | 24,8           | 40,6     | 319     | 913 36                               | SK0229506478     | Modifica les dades a Wikidata |
|       | Skalka nad Váhom      | 1.278    | 8,7            | 147,24   | 218     | 913 31                               | SK0229546682     | Modifica les dades a Wikidata |
|       | Soblahov              | 2.391    | 17,4           | 137,55   | 280     | 913 38                               | SK0229506508     | Modifica les dades a Wikidata |
|       | Svinná                | 1.594    | 8,6            | 185,35   | 240     | 913 24                               | SK0229506532     | Modifica les dades a Wikidata |
|       | Trenčianska Teplá     | 4.162    | 15,1           | 275,09   | 224     | 914 01                               | SK0229506559     | Modifica les dades a Wikidata |
|       | Trenčianska Turná     | 3.561    | 17,2           | 206,55   | 227     | 913 21                               | SK0229506567     | Modifica les dades a Wikidata |
|       | Trenčianske Jastrabie | 1.391    | 12,3           | 113,51   | 285     | 913 22                               | SK0229506591     | Modifica les dades a Wikidata |
|       | Trenčianske Mitice    | 877      | 12,8           | 68,34    | 328     | 913 22 (pošta Trenčianske Jastrabie) | SK0229506605     | Modifica les dades a Wikidata |
|       | Trenčianske Stankovce | 3.404    | 24,5           | 138,95   | 208     | 913 11                               | SK0229545741     | Modifica les dades a Wikidata |
|       | Trenčín               | 54.130   | 82             | 660,15   | 217     | 911 01 - 08                          | SK0229505820     | Modifica les dades a Wikidata |
|       | Veľká Hradná          | 772      | 11,9           | 64,97    | 270     | 913 24 (pošta Svinná)                | SK0229506648     | Modifica les dades a Wikidata |
|       | Veľké Bierovce        | 701      | 4,9            | 142,81   | 200     | 913 11 (pošta Trenčianske Stankovce) | SK0229506656     | Modifica les dades a Wikidata |
|       | Zamarovce             | 1.174    | 3,9            | 298,85   | 216     | 911 05 (pošta Trenčín 5)             | SK0229556475     | Modifica les dades a Wikidata |
|       | Štvrtok               | 478      | 4,1            | 117,05   | 197     | 913 05 (pošta Melčice-Lieskové)      | SK0229506541     | Modifica les dades a Wikidata |